# Lettere al dottor G
Lettere al dottor G è un libro in prosa, alternato da alcune liriche, chiaramente autobiografico, scritto sotto forma di lettera e di diario della scrittrice italiana Alda Merini.
Quest'opera nasce dopo il ritrovamento di diversi fogli scritti dalla Merini negli anni sessanta e settanta del XX secolo, quando si trovava ricoverata presso l'Ospedale psichiatrico "Paolo Pini" di Affori ed era curata dallo psichiatra dottor Enzo Gabrici. I fogli, ritrovati dopo trent'anni, contengono lettere datate, alcune poesie e pagine di diario quasi tutte indirizzate al dottore, che l'autrice chiama "dottor G" e che è l'autore, in questo volume, della "Prefazione". 
Le prime lettere e poesie sono state scritte durante la degenza con una macchina da scrivere che lo stesso dottore le aveva messo a disposizione nel suo studio pensando che l'esprimersi attraverso la poesia potesse essere una buona terapia. Le altre furono scritte quando la Merini, ormai dimessa dall'istituto, aveva continuato le sedute terapeutiche con il dottore. 
Il dottor Gabrici scrive nella sua prefazione che non aveva mai saputo delle lettere a lui indirizzate: «Non ho mai saputo delle lettere che Alda Merini mi aveva scritto quando era ricoverata al Paolo Pini di Affori. Può darsi che ne abbia vista qualcuna, ma non ero a conoscenza del fatto che ne avesse scritte diverse che, dopo la sua straordinaria affermazione nel campo della poesia, documentano il periodo trascorso in ospedale, raccontato dettagliatamente nel libro L'altra verità. Diario di una diversa.»
Padre, se amo e dimentico, perdono,/ spiga profonda dell'ardore mio,/ padre, non disdegnarmi anche se accendo/ alle tue antiche e gelide ginocchia/ questo rogo violento che ti atterra./ Vedo dentro nell'animo il tuo volto/ così profondo di minaccia e altero,/ sento su me il tuo dialogo scoperto/ ho la visione assurda del tuo riso. (da Padre, se amo e dimentico)
Io scenderò sotterra desolata/ di non sapere ancora equilibrare/ la tua giusta bellezza alla sua luce. (da L'alte purezze)
Madre diffusa come l'ape e il miele,/ madre sostanza tienimi nascosta/ dentro il tuo manto sì che io non veda/ sotterfugi ed inganni, in te io pura/ ridivento, siccome una bambina.(da Madre diletta)
Tutto io perderò tornando fuori/ all'aperto nel mondo che qui dentro/ dove resiste un tremito o follia/ qui si nasconde veramente il vero. (da Queste pietre miliari)
Né so, quando mi penetri di baci/ quanto di te il mio spirito trascini. (da Non inizia più armonico momento)
Lunghi anni cercando sopra rocce/ aspro ristoro o presso la tua croce,/ Cristo, soffrendo ho gravitato invano. (da Timorosa è la notte)